# Miron Białoszewski
Miron Białoszewski (Varsavia, 30 luglio 1922 – Varsavia, 17 giugno 1983) è stato un poeta e giornalista polacco, una delle figure letterarie più originali della letteratura polacca del dopoguerra.

## Biografia

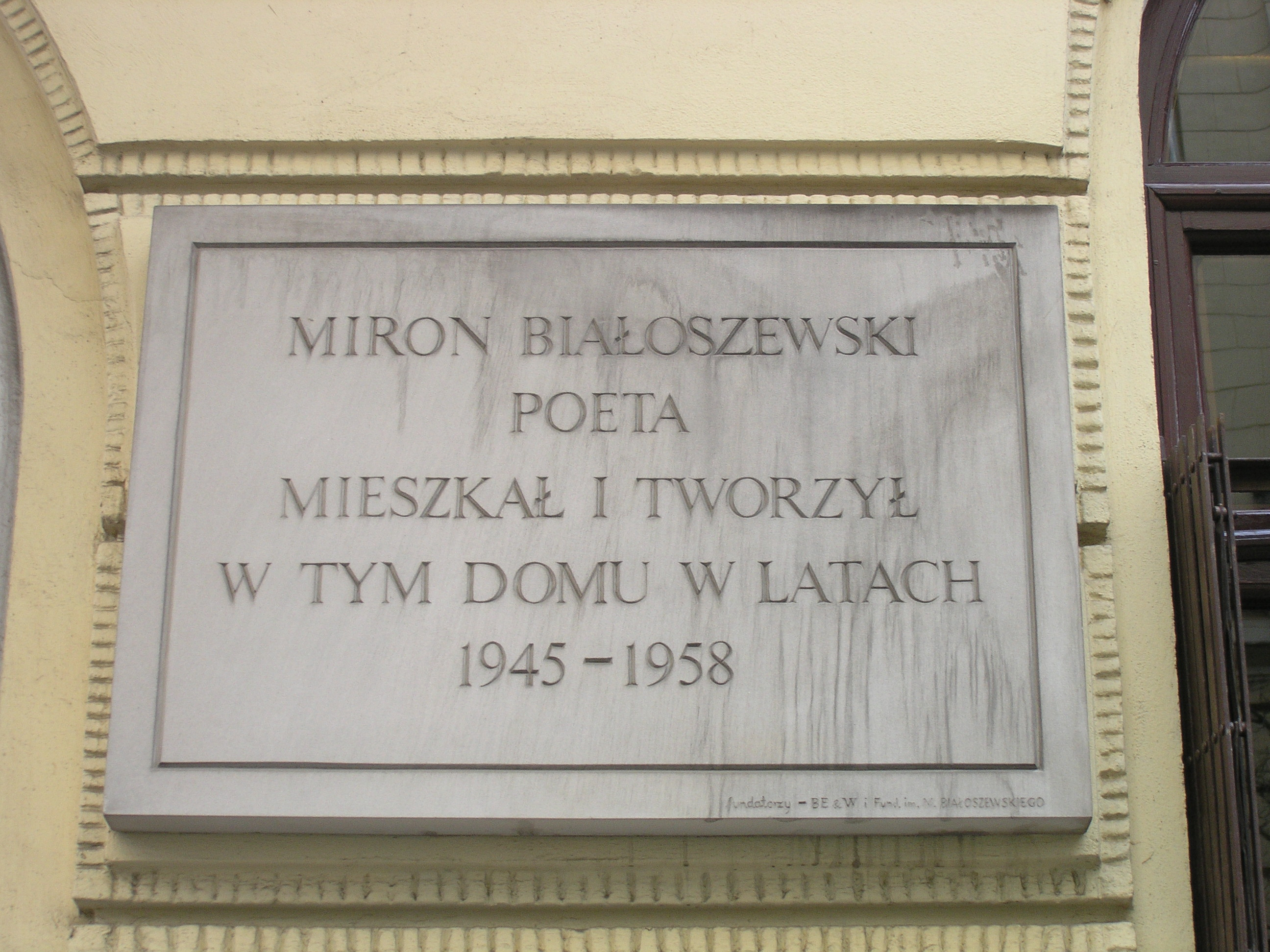
Una targa dedicata a Miron Białoszewski presso la casa popolare a Varsavia, dove visse il poeta negli anni 1945-1958

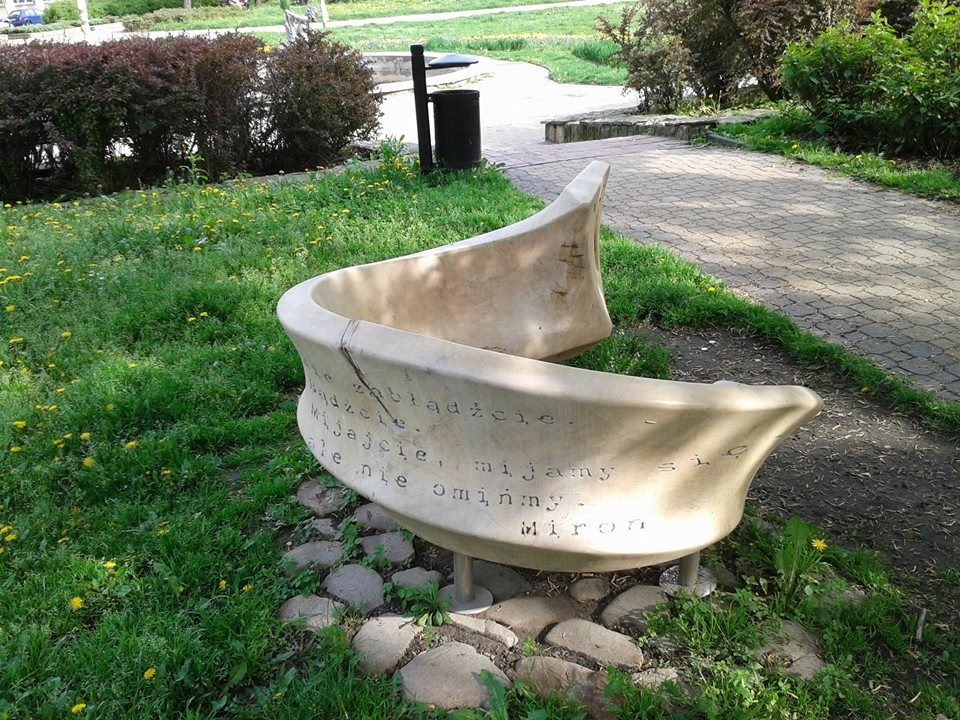
Una panchina dedicata a Miron Białoszewski in piazza Dąbrowskiego a Varsavia

Miron Białoszewski nacque a Varsavia il 30 luglio 1922.
Durante l'occupazione tedesca Białoszewski ultimò il liceo e iniziò gli studi universitari alle scuole clandestine. Successivamente fu deportato in Germania ai lavori forzati, ma riuscì a fuggire e a nascondersi a Varsavia. Lavorò dapprima all'ufficio postale, poi, negli anni 1946-1951 come giornalista nel Kurier Codzienny e nel Wieczór.
Incominciò a dedicarsi alla letteratura sin da giovane, ma esordì solo nel 1949 con i versi Gotico violetto, mettendosi in evidenza con la critica letteraria.
Negli anni 1951-1955 Białoszewski collaborò con riviste per bambini e ragazzi, tra le quali Giovane mondo (Światem Młodych) per le quali scrisse, insieme a Wanda Chotomska, poesie e canzoni.
Dopo la svolta politica del 1956, Białoszewski pubblicò il libro di poesie intitolato Rotazione delle cose (Obroty rzeczy, 1956), nel quale manifestò la sua fase creativa cosiddetta "periodo periferico", incentrata sulla descrizione delle antiche chiese rurali e dei piccoli e tipici luoghi provinciali.
Il suo stile mutò caratteristiche con i libri Conteggio siderale (Rachunek zachcianchowy, 1959) ed Emozioni errate (Mylne wzruszenia, 1961), avvicinandosi a tematiche interiori e personali, riferendosi sempre più agli eventi quotidiani della vita (Paesaggio come occhio, Il quadrato parla di sé, Studio di chiave, Di sé crescente), espressi con sempre maggiore ermetismo, metafore, e innovazioni formali.
Nel 1955 Białoszewski fondò un teatrino sperimentale, con la collaborazione del regista teatrale e scenografo Ludwikiem Hering e della giovane pittrice e attrice Ludmiłą Murawska.Rappresentò drammi nei quali recitò egli stesso, tra i quali Le crociate, Vivisezione, Messa grigia.
La raccolta di programmi e testi di questo teatro venne pubblicata nel 1971, con il titolo Teatro separato: 1955-1963 (Teatr Osobny: 1955–1963, 1971), e l'influenza del pensiero teatrale può essere vista anche nella sua poesia,come affermò Białoszewski: «il mio teatro e la mia poesia si sono incontrati nella forma. Il teatro è diventato una realtà, è diventato un teatro di poesia stenografica».
Pubblicato nel 1970, Il diario dell'insurrezione di Varsavia (Pamiętnik z Powstania Warszawskiego, 1970), usò la forma di un racconto per descrivere esperienze personali oltre che un grande evento storico. Si rivelò un lavoro eccezionale e originale e allo stesso tempo trasmise l'impressione di una grande autenticità.
I volumi successivi di prosa furono: La denuncia della realtà (Donosy rzeczywistości, 1973), Rumore, stringhe (Szumy, zlepy, ciągi, 1976), Attacco (Zawał, 1977) e Dissipazione (Rozkurz, 1980), scritti in relazione con le attività quotidiane dello scrittore.
Pubblicato postumo risultò AAAmeryka (1988), una narrazione di un viaggio negli Stati Uniti d'America.
Miron Białoszewski soffrì diversi attacchi di cuore, e morì a causa di complicazioni dopo uno di questi, il 17 giugno 1983 a Varsavia.

## Opere

### Poesie
- Rotazione delle cose (Obroty rzeczy, 1956);
- Conteggio siderale (Rachunek zachcianchowy, 1959);
- Emozioni errate (Mylne wzruszenia, 1961);
- Era ed era (Było i było, 1965);
- Poesie selezionate (Poezje wybrane, 1976);
- Sganciati (Odczepić się, 1978);
- Trent'anni di poesie (Trzydzieści lat wierszy, 1982).

### Prose
- Il diario dell'insurrezione di Varsavia (Pamiętnik z Powstania Warszawskiego, 1970)
  -  Memorie dell'insurrezione di Varsavia, traduzione di Luca Bernardini, Collana Biblioteca n.722, Milano, Adelphi, 2021, ISBN 978-88-459-3539-8.
- Teatro separato: 1955-1963 (Teatr Osobny: 1955-1963, 1971);
- La denuncia della realtà (Donosy rzeczywistości, 1973);
- Rumore, stringhe (Szumy, zlepy, ciągi, 1976);
- Attacco (Zawał, 1977);
- Dissipazione (Rozkurz, 1980);
- AAAmeryka (postumo, 1988).